# Boldan Kuzan
Boldan Kuzan (* 12. März 1922; † unbekannt) war ein deutscher Fußballspieler.

## Sportlicher Werdegang
Kuzan gehörte nach dem Zweiten Weltkrieg ab Dezember 1946 zum Kader des Karlsruher FC Phönix, der in der Oberliga Süd antrat. Am Ende der Spielzeit 1946/47 stieg er mit der Mannschaft in die II. Division Süd ab, wo er eine Saison für den badischen Klub spielte. Anschließend wechselte er zum Erstligisten VfB Stuttgart, für den er nochmals in der Oberliga Süd zum Einsatz kam. Letztmals spielte er im Februar 1949 für den Klub, anschließend verliert sich seine Laufbahn.
Kuzan bestritt insgesamt 28 Erstligaspiele in der Oberliga Süd, dabei erzielte er für den Karlsruher FC Phönix in 19 Spielen vier Tore und für den VfB Stuttgart in neun Spielen zwei Tore.